# 最终幻想XIV：晓月之终途
《最终幻想XIV：晓月之终途》是由史克威尔艾尼克斯开发的大型多人在线角色扮演游戏（MMORPG）《最终幻想XIV》的第四部资料片，发行于Microsoft Windows、macOS、PlayStation 4和PlayStation 5平台。该资料片于2021年12月在全球发行，该发行时间是上个资料片《暗影之逆焰》推出的两年后。中国大陆发行时间定为2022年3月16日。该资料片的制作受2019冠状病毒病疫情的影响而推迟了发行时间。同前几个资料片一样，该资料片由吉田直树担任制作人兼总监、祖坚正庆负责为配乐作曲，资料片发售面向现有玩家的独立版本；同时也发售面向新玩家的“完全版”。“完全版”最初于《苍穹之禁城》时首次推出，此次将升级为包含《晓月之终途》为止的所有资料片。中国大陆地区玩家也将和以往资料片一样，无需额外购买即可游玩。
在《晓月之终途》中，玩家迎来与加雷马帝国的正面交锋，直面这个不断扩张、并对玩家的家乡与同盟造成了威胁的帝国。疯狂的前任帝国皇帝之子芝诺斯，在弑父后，寻求起了与玩家光之战士决一死战。而幕后辅佐着他的，则是企图毁灭世界、以终结自己永生的无影法丹尼尔。在前期宣传中，该资料片打出了“完结”海德林与佐迪亚克篇章的口号，目前的故事将迎来尾声，而在上线后的大版本更新中，则会展开全新的剧情。同时，该资料片还增加了多个新区域、将等级上限提升至90级，并推出了两个特职：贤者与钐镰客。在全球发行版本中，《最终幻想XIV》进行了面向PlayStation 5的beta测试，而此次的《晓月之终途》也同时登录两个PlayStation平台。

## 游戏性
《晓月之终途》的游戏玩法和任务结构在很大程度上与之前相匹配。与许多MMORPG一样，玩家在一个响应他们行为的持续世界中相互交互。由于持续存在的数值问题，例如敌人的生命值变得大到容易导致程序产生溢出错误，资料片对过往版本内容进行了数值压缩。资料片引入了两个《最终幻想》系列中未曾出现过的新职业，第一个是治疗职业“贤者”，使用称为“贤具”的魔法物品引导以太能量来制造屏障并增强角色自身的进攻能力。第二个新职业是使用镰刀作为武器的近战职业“钐镰客”，需要虚空化身的帮助以获得更大的力量。
除了战斗系统调整外，新的“小规模”玩家对战(PvP)将在未来的更新中推出。在之前版本登场的NPC埃斯蒂尼安加入亲信战友系统，可与玩家一同攻略副本。后续还会推出的内容包括24人大型副本“艾欧泽亚神话”，探索围绕艾欧泽亚人民所崇拜的12位神灵的神话和传说，以及8人大型副本“万魔殿”，与无影的黑暗力量以及过去的反派拉哈布雷亚有关。
非战斗内容方面，该资料片将推出一种名为“开拓无人岛”的新玩法，玩家可以在其中照料岛上的花园并与宠物互动，其背后的主旨是“慢生活”，旨在为玩家提供一种没有竞争压力的轻松单人玩法。现有的住房系统也将开放一个新的房区“穹顶皓天”，位于伊修加德。除了其他潜在变化外，还将实施一种新的摇号购房方式，以提高某些地块或住房的可用性，并减轻玩家对当前系统的担忧。资料片发布后的某个时间，跨区传送系统将进行扩展，允许玩家前往其他数据中心，从而大大增加可以连接的玩家数量。

## 版本更新
| 版本 | 标题               | 全球上线日期  | 中国大陆上线日期 | 主要内容 |
| ---- | ------------------ | ------------- | ---------------- | --- |
| 6.0  | 晓月之终途         | 2021年12月7日 | 2022年3月16日    | 原初世界舊薩雷安、拉札罕剧情 討伐殲滅戰：佐迪亚克歼灭战、海德林歼灭战、终结之战、佐迪亚克暝暗歼灭战、海德林晖光歼灭战 大型任務：万魔殿 边境之狱、零式万魔殿 边境之狱 |
| 6.1  | 崭新的冒险         | 2022年4月12日 | 2022年8月9日     | 友好部族：悌阳象族 迷宮地下城：近东秘宝阿尔扎达尔海底遗迹群、最终决战天幕魔导城 討伐殲滅戰：终极之战、究极神兵破坏作战、究极神兵幻巧战 大型任務：灿烂神域阿格莱亚、幻想龙诗绝境战 |
| 6.2  | 禁断的记忆         | 2022年8月23日 | 2022年12月20日   | 虛無界 第十三世界劇情、希尔迪布兰德归来、曼德维尔武器、友好部族：奥密克戎族、冒险者铭牌、肖像 迷宮地下城：异界孤城特罗亚宫廷、多变迷宫 希拉狄哈水道、异闻迷宫 异闻希拉狄哈水道、异闻迷宫 零式异闻希拉狄哈水道 討伐殲滅戰：巴尔巴莉希娅歼灭战、巴尔巴莉希娅歼殛战、萨菲洛特幻巧战 大型任務：万魔殿 炼净之狱、零式万魔殿 炼净之狱 |
| 6.3  | 天上欢庆，地下轰鸣 | 2023年1月10日 | 2023年5月9日     | 開放拉诺西亚高地潜水、友好部族：兔兔族 迷宮地下城：雪山奥窟冥魂石洞、正统优雷卡 討伐殲滅戰：卢比坎特歼灭战、卢比坎特歼殛战、索菲娅幻巧战 大型任務：喜悦神域欧芙洛绪涅、欧米茄绝境验证战 |
| 6.4  | 负罪的王座         | 2023年5月23日 | 2023年9月19日    | 迷宮地下城：间歇灵泉哈姆岛、多变迷宫 六根山、异闻迷宫 异闻六根山、异闻迷宫 零式异闻六根山 討伐殲滅戰：高贝扎歼灭战、高贝扎歼殛战、祖尔宛幻巧战 大型任務：万魔殿 荒天之狱、零式万魔殿 荒天之狱 |
| 6.5  | 光明的零点         | 2023年10月3日 | 2024年3月5日     | 迷宮地下城：异界深渊月面地下溪谷、多变迷宫 阿罗阿罗岛、异闻迷宫 异闻阿罗阿罗岛、异闻迷宫 零式异闻阿罗阿罗岛 討伐殲滅戰：泽罗姆斯歼灭战、阿修罗歼灭战、泽罗姆斯歼殛战、圆桌骑士幻巧战 大型任務：荣华神域塔利亚 |

## 评价
| 汇总媒体   | 得分                   |
| ---------- | ---------------------- |
| Metacritic | PC: 92/100 PS5: 93/100 |
| OpenCritic | 100%                   |

| 媒体          | 得分   |
| ------------- | ------ |
| 電腦遊戲雜誌  | 9.5/10 |
| Destructoid   | 9/10   |
| Easy Allies   | 9.5/10 |
| Game Informer | 9.3/10 |
| GameSpot      | 8/10   |
| IGN           | 9/10   |
| PC Gamer美国  | 89/100 |
| VentureBeat   | 10/10  |

《最终幻想XIV：晓月之终途》是Metacritic上2021年发售的新游戏（不含老游戏新平台）中，媒体评分和玩家评分均登顶的游戏（包括PC平台和PS5平台）。也是《最终幻想》系列中，评分最高的游戏之一。
Destructoid的Chris Carter称赞这个资料片是“从头到尾的乐趣”，没有无聊的获取任务，非战斗系统也获得了改善。GameSpot指出游戏出色的迷宫和讨伐副本设计以及认真的故事讲述，同时批评剧情的节奏问题让人感觉过于仓促和臃肿。GamesRadar+称该资料片为“叙事发展的里程碑式成就”，并称其巩固了《最终幻想XIV》“有史以来最好的《最终幻想》游戏之一”的地位。IGN的Leif Johnson赞扬了该资料片在资源大量复用的情况下提供丰富内容的能力，他写道：“充满了数小时有意义的过场动画和令人难忘的新区域，《晓月之终途》标志着《最终幻想XIV》迄今为止的故事迎来了令人满意的结局。”PC Gamer称这两个新添加的职业“非常有趣”，叙事既“雄心勃勃”又“凌乱”，称资料片“代表《最终幻想XIV》的开发团队处于巅峰状态”。